# Adriano Celentano
Adriano Celentano (Milão, 6 de janeiro de 1938) é um cantor, compositor, humorista, ator e cineasta italiano.
Celentano publicou vários álbuns, com grande êxito junto do público e da crítica. Com cerca de 150 milhões de discos vendidos, é o segundo artista italiano em vendas estimadas. É na maior parte das vezes o autor da musica e letra das suas canções. É considerado um dos pais do "rock" italiano.
É casado com Claudia Mori e a filha de ambos, Rosalinda Celentano, é atriz.

## Discografia
- La festa (1965)
- Il ragazzo della via Gluck (1966)[1]
- Una carezza in un pugno (1968)
- Adriano Rock (1969)
- Il forestiero (1970)
- Er più (1971)
- I mali del secolo (1972)
- Nostalrock (1973)
- Yuppi du (1974)
- Svalutation (1976)
- Tecadisk (1976)
- Geppo il folle (1978)
- Ti avrò (1978)
- Soli (1979)
- Me live! (1979)
- Un po` artista un po` no (1980)
- Deus (1981)
- Atmosfera (1983)
- I miei americani (1984)
- Joan Lui (1985)
- I miei americani 2 (1986)
- La pubblica ottusità (1987)
- Il re degli ignoranti (1991)
- Super Best (1992)
- Quel Punto (1994)
- Arrivano gli uomini (1996)
- Alla corte del remix (1997)
- Mina Celentano (1998)
- Io non so parlar d'amore (1999)
- Esco di rado e parlo ancora meno (2000)
- Il cuore, la voce (2001)
- Per sempre (2002)
- Le volte che Celentano è stato 1 (2003)
- C'è sempre un motivo (2004)
- L'indiano (single) (2005)
- La Tigre e il Molleggiato (2006)
- Dormi Amore - La situazione non è buona (2007)
- L´Animale (2008)

## Filmes
- La dolce vita  (1960)[1]
- Il monaco di Monza  (1963)
- Super rapina a Milano  (1965)
- Serafino (1968)[1]
- Er Più - storia d'amore e di coltello (1971)
- Bianco rosso e... (1972)
- L'emigrante (1973)
- Rugantino (1973)
- Le cinque giornate (1973)
- Yuppi Du (1974)
- Di che segno sei? (1975)
- Culastrisce nobile veneziano (1976)
- Bluff - storia di truffe e di imbroglioni (1976)
- Ecco noi per esempio (1977)
- L'altra metà del cielo (1977)
- Geppo il folle (1978)
- Zio Adolfo in arte Führer (1978)
- Mani di velluto (1979)
- La locandiera (1980)
- Qua la mano (1980)
- Sabato, domenica e venerdì (1980)
- Il bisbetico domato (1980)
- Innamorato pazzo (1981)
- Asso (1981)
- Bingo Bongo (1982)
- Grand Hotel Excelsior (1982)
- Segni particolari: bellissimo (1983)
- Sing Sing (1983)
- Lui è peggio di me (1984)
- Joan Lui (1985)
- Il burbero (1986)
- Jackpot (1991)